# Maria de Vreugderijke
Maria de Vreugderijke is het genadebeeld dat vereerd wordt in Oisterwijk in Noord-Brabant
Waarschijnlijk ergens in de vijftiende eeuw werd in Oisterwijk een kapel gebouwd aan het zogenaamde Lindeind, met een Mariabeeld waarbij in de zestiende eeuw wonderen zijn gebeurd. De kapel werd daarom 'Onse Lieve Vrouwe van mirakelen aende Linde' genoemd. In de tijd dat het rooms-katholieke geloof in Noord-Brabant werd onderdrukt door de protestantse Staten-Generaal (vanaf 1648) was de kapel in gebruik als raadhuis en werd het Mariabeeld verborgen bij particulieren. In 1899 werd de kapel uiteindelijk afgebroken.
In 1910 werd Maria de Vreugderijke ondergebracht in een eigen kapel in de Sint-Petrus'-Bandenkerk in Oisterwijk. Vroeger droeg het beeld een staatsiemantel en een voorschoot, zoals bij Nederlandse genadebeelden (sinds de Spaanse tijd) gebruikelijk is. In 1910 werd het echter door het atelier van de bekende architect P.J.H. Cuypers grondig gerestaureerd en gepolychromeerd waarna men de gewaden van het beeld verder overbodig achtte en in de kast liet.
In 1960 werd de Vreugderijke door Mgr. Bekkers plechtig gekroond.